# Санжаров, Сергей Николаевич
Санжаров Сергей Николаевич (род. 28 октября 1958, Луганск) — советский и украинский археолог, краевед, специалист в сфере правовой охраны культурного наследия, общественный деятель. Доктор исторических наук (2007). Профессор (2008). Заслуженный деятель науки и техники (2018).

## Биография
Санжаров Сергей Николаевич родился 28 октября 1958 года в Луганске. В 1976 году после окончания СШ № 2 поступил на 1 курс историко-педагогического факультета Луганского ГПИ им. Т. Шевченко, но в 1977 г. с целью дальнейшей специализации перевелся на исторический факультет Донецкого государственного университета, который окончил в 1981 году. Трудовую деятельность начал еще в студенческие годы – работал руководителем кружка юных археологов в Донецком областном дворце пионеров и школьников. С августа по ноябрь 1981 года – учитель истории и обществоведения в СШ г. Енакиево. С мая 1983 года – научный сотрудник, старший научный сотрудник НИС кафедры археологии, истории древнего мира и средних веков Донецкого государственного университета. Работал ответственным исполнителем хоздоговорных тем, начальником археологической новостроечной экспедиции.
В апреле 1994 года ректор созданного в Луганске классического Восточноукраинского государственного университета А.Н. Коняев пригласил С.Н. Санжарова на преподавательскую работу и поставил задачу развития на базе университета археологического направления научных исследований. В 1999 году получил второе высшее образование по специальности «Правоведение».
В дальнейшем С.Н. Санжаров назначается заведующим кафедрой Истории государства и права, в настоящее время преобразованную в кафедру Конституционного права и историко-правовых дисциплин, и научным руководителем Археологического Центра «Наследие» ГОУ ВПО Луганской Народной Республики "Луганский государственный университет имени Владимира Даля".

## Научная и общественная деятельность
В студенческие годы Сергей Николаевич принимал активное участие в археологических раскопках древних поселений и курганов на территориях Донецкой и Луганской областей. Будучи студентом, возглавил экспедицию Донецкой областной организации общества охраны памятников и истории культуры по выявлению, учету и паспортизации курганных могильников в Волновахском районе, а в 1981 году произвел первые самостоятельные раскопки кургана и поселения катакомбной культуры бронзового века у г. Славяногорска Донецкой области.
В 1991 году в Институте археологии Академии наук УССР С.Н. Санжаров защитил кандидатскую диссертацию «Катакомбная культура на территории Северо-Восточного Приазовья» по специальности 07.00.06 – археология, а в 2007 году в Институте археологии Национальной Академии наук Украины защитил докторскую диссертацию «Восточная Украина на рубеже эпох средней – поздней бронзы» по специальности 07.00.04 – археология. Присвоена ученая степень – доктор исторических наук. В 2008 году присвоено ученое звание профессор по кафедре Истории государства и права.
Под руководством С.Н. Санжарова в период с 1981 по 2013 годы на территории Донбасса спасены от разрушения и исследованы сотни курганных могильников и древних поселений. Среди них наибольшую научную известность получили материалы Краснозоринского курганного могильника, а также Славяногорского, Проказинского и Серебрянского поселений, которые заставляют переосмыслить культурное обособление ранней многоваликовой  культуры и позволяют интерпретировать ее содержание в качестве синкретического позднекатакомбно-абашевского симбиоза на финальном этапе эволюции катакомбной общности Северского Донца, Нижнего Подонья, Северного Приазовья, Нижнего и Среднего Поднепровья.
Сделаны выдающиеся археологические открытия. Так, в 1984 году у села Чугунно-Крепинка Шахтерского района под  курганной насыпью обнаружено погребение знатной сарматки. В составе инвентаря - золотые гривна с инталией, перстни, флакон, серьги, нашивные бляшки (более 600) и трубочки, деревянный сосуд с золотыми обкладками венчика, оселок, бронзовые сосуды: два кувшина, таз, ковш, цедилка, серебряные стаканы, два котла, бронзовая и железная фибулы, бронзовые позолоченные маски и весы, железные ножи, топор-шестопер и ножницы, деревянная туалетная шкатулка с железными оковками, билонновое китайское зеркало, гончарный сосуд, многочисленные амулеты из бронзы, раковин, камня и горного хрусталя, остатки золотой парчи. На некоторых предметах имеются знаки родовой (царской) собственности – тамги. Все эти находки выставлены в экспозициях Музея исторических драгоценностей Украины (г. Киев). Датируется захоронение I-II веками нашей эры.
В 2007 году под Лисичанском в одном из курганов-святилищ выявлен редчайший каменный идол – антропоморфное изваяние мужского божества древних скотоводов Донбасса начала III тыс. до н.э., олицетворяющего в себе функции божества жизни, плодородия, войны, грома и загробного мира.
В 2012-2013 гг. экспедицией С.Н. Санжарова на Северском Донце у села Шипиловка обнаружена и исследована полевая ставка верховного правителя Золотой Орды хана Абдуллаха (XIV век).
В 1994 году в университете основана научно-исследовательская археологическая лаборатория «Наследие», а в 2003 году на базе полученных в ходе полевых исследований археологических коллекций (свыше 30000 экспонатов) создан Археологический музей Восточноукраинского национального университета имени Владимира Даля, лаборатория преобразована в структурное подразделение университета – Археологический Центр «Наследие». В 2007 году на базе Археологического Центра «Наследие» совместным приказом Национальной Академии наук Украины (Президент Борис Патон) и Министерства образования и науки Украины (Министр Станислав Николаенко) создан Восточноукраинский отдел Восточноукраинского филиала Института археологии Национальной Академии наук Украины, руководителем которого назначен С. Н. Санжаров.
В 1999 году Археологический Центр «Наследие» под руководством Сергея Николаевича приступила к изучению правовых аспектов охраны национального историко-культурного  и археологического наследия в рамках выполнения хоздоговорных и бюджетных тем научно-исследовательской части университета. В дальнейшем были заключены договора о творческом сотрудничестве в сфере изучения археологического наследия Луганщины с Воронежским государственным университетом Российской Федерации, Институтом культурного наследия Академии наук Молдовы, Свободным университетом города Берлина (ФРГ). В полевых исследованиях древних курганов и поселений на территории Луганщины приняло участие свыше 1,5 тысячи студентов Далевского университета, других высших и средних учебных заведений региона, представителей научных кругов Киева, Одессы, Донецка, Воронежа, Мариуполя, Лисичанска и Кременной.
С.Н. Санжаров – активный участник Луганской областной организации общества охраны памятников истории и культуры, член Координационного совета при Луганской облгосадминистрации по охране культурного наследия, внештатный советник Председателя Луганского областного совета по гуманитарным вопросам. Проводил учет и паспортизацию объектов археологического наследия на территории Перевальского и Кременского районов Луганской области.
Сфера научных интересов Сергея Николаевича охватывает изучение культурно-исторического достояния Донбасса, проблемы культурогенеза эпохи бронзы Восточной Европы, археологию, древнюю и средневековую историю Донбасса, вопросы правовой охраны историко-культурного наследия. Его общий публикационный научный фонд  составляет более 180 работ.
Санжаров С. Н. является главным редактором сборника научных трудов «Материалы и исследования по археологии Восточной Украины» (издано 12 томов), членом редколлегии сборника научных трудов Воронежского государственного университета «Из истории отечественной археологии» и научного сборника Института культурного наследия Академии наук Молдовы «Revista arheologica», членом рабочей группы Народного Совета Луганской Народной Республики и соавтором Законопроекта ЛНР «Об объектах культурного наследия».

### Монографии
- Северскодонецкие раннекатакомбные погребения с орнаментированными бляхами. – Луганск: Изд-во Восточноукр. гос. ун-та, 1992. – 55 с.
- Поселения неолита – ранней бронзы Северского Донца / НАН Украины, Ин-т археологии, Восточноукр. нац. ун-т. – Луганск: Изд-во ВНУ, 2000. – 126 с. (В соавторстве с А.А. Бритюк, Н.С. Котовой, Е.А .Черных).
- Катакомбные культуры Северо-Восточного Приазовья / НАН Украины, Ин-т археологии, Восточноукр. нац. ун-т им. В. Даля; отв. ред. С. Н. Братченко. – Луганск: Изд-во ВНУ им. В. Даля, 2001. – 172 с.
- Рідкісні бронзові знаряддя з катакомб Сіверськодонеччини та Донщини (III тис. до н. е.) / НАН України, Східноукр. нац. ун-т ім. В. Даля, Ін-т археології. – Луганськ: Вид-во СНУ ім. В. Даля, 2001. – 108 с. (В соавторстве с С.Н. Братченко).
- Кайдащинский комплекс поселений рубежа средней - поздней бронзы в системе древностей Северского Донца / отв. ред. С. Н. Братченко; НАН Украины, Ин-т археологии, Восточноукр. нац. ун-т им. В. Даля. – Луганск: Изд-во ВНУ им. В. Даля, 2004. – 159 с.
- Стрелочные наборы инструментов и сырья из катакомбных погребений Украины. – Луганск: Изд-во Восточноукр. нац. ун-та им. В. Даля, 2008. – 88 с.
- Восточная Украина на рубеже эпох средней - поздней бронзы. / Восточноукр. нац. ун-т им. В. Даля. – Луганск: Изд-во ВНУ им. В. Даля, 2010. – 486 с.
- Курганные древности эпохи бронзы Привольнянской излучины Северского Донца. – Луганск: Изд-во ЛГУ им. В. Даля, 2021. – 276 с. (В соавторстве с Е.А.Черных)
- Курганы эпохи бронзы левобережья Среднего Подонцовья. - Луганск: Изд-во ЛГУ им. В. Даля, 2025. - 208 с. (В соавторстве с Е.А. Черных)

### Основные публикации
- Погребения донецкой катакомбной культуры с игральными костями // Советская археология. – 1988. – № 1. – С. 140 – 159.
- К вопросу о культурно-хронологическом членении катакомбных памятников Северского Донца  // Советская археология. – 1991. – № 3. – С. 5 – 19.
- Про деякі особливості авторського права в археологічних дослідженнях // Актуальні проблеми права: теорія і практика. – Луганськ: Вид-во Східноукр. держ. ун-ту, 1999. – № 1. – С. 125 – 133.
- О позднекатакомбных погребениях в ямах Северского Донца // Донская археология. – 2002. – № 3-4. – С. 17-24.
- Специфика осуществления права собственности на объекты культурного наследия // Актуальні проблеми права: теорія і практика. – Луганськ: Вид-во Східноукр. держ. ун-ту, 2002. – № 4. – С. 183 – 193. Соавт.: Е. Н. Санжарова.
- О социальной структуре катакомбного общества Восточной Украины // Історичні записки: збірник наук. пр. – Луганськ: Вид-во Східноукр. нац. ун-ту ім. В. Даля, 2007. – Вип. 16. – С. 149 – 160.
- История изучения эпохи средней бронзы Восточной Украины // Археология Восточноевропейской лесостепи: сборник науч. тр. – Воронеж : Изд-во Воронеж. гос. ун-та, 2008. – Вып. 21. – С. 71 – 111.
- Лисичанская антропоморфная стела // Матеріали та дослідж. з археології Східної України: збірник наук. пр. – Луганськ: Вид-во Східноукр. нац. ун-ту ім. В. Даля, 2009. – Вип. 9. – С. 32 – 43.
- Раннекатакомбный курган из с. Березово (г. Лисичанск) на Северском Донце // Матеріали та дослідж. з археології Східної України : збірник наук. пр. – Луганськ: Вид-во Східноукр. нац. ун-ту ім. В. Даля, 2010. – Вип. 10. – С. 123 – 141. Соавт.: Е. А. Черных.
- Абашевский погребальный обряд в Подонцовье и его идентификация в среде местных древностей// Краткие сообщения Института археологи РАН. – Москва: Наука, 2011. – Вып. 226. – С. 112 – 127.
- Проблемы финала катакомбного культурогенеза и керамический комплекс поселения Бабино ІІІ // Матеріали та дослідж. з археології Східної України.: збірник наук. пр. – Луганськ: Вид-во Східноукр. нац. ун-ту ім. В. Даля, 2013. – Вип. 12. – С. 15 – 38.
- Гражданско-правовые договоры как способы возникновения и реализации права собственности на объекты культурного наследия // Актуальные проблемы права: теория и практика. – Луганск: Изд-во Восточноукр. нац. ун-та им. В. Даля, 2015. – №30. – С. 23-35.
- Монетный комплекс времен улуса Джучи, собранный в Луганской области // Эпиграфика Востока. – 2015. – № 31. – С. 299 – 317. Соавт.: К. К. Хромов.
- Становление и развитие правового регулирования и охраны культурного наследия на территории России и Украины (ХІХ – середина ХХ ст.) // Актуальные проблемы права: теория и практика. – Луганск: Изд-во Восточноукр. нац. ун-та им. В. Даля, 2015. – № 32. – С. 28 – 41.
- Основные вопросы и проблемы развития законодательства Украины об охране историко-культурного наследия (конец ХХ – нач. ХХI) // Актуальные проблемы права: теория и практика.– Луганск: Изд-во Восточноукр. нац. ун-та им. В. Даля, 2017. – № 36. – С. 38 – 51. Соавт.: О. Г. Гаркавенко.
- Некоторые аспекты средневековой истории Донбасса и ставка хана Золотой орды на Луганщине // Вестник Луганского национального университета имени Владимира Даля № 9 (15). – Луганск: изд-во ЛНУ им. В.Даля. – 2018. – С. 126-145.
- Перспективные направления правового регулирования и государственного управления охраной историко-культурного наследия Луганской Народной Республики (из передового опыта западных стран) // Проблемы права: теория и практика. – Луганск: Луганский национальный  университет им. В.Даля, 2019 – № 48. – С. 18-32.

### Учебники и учебные пособия
- Історія вчень про державу і право: Від найдавніших часів до початку ХІХ століття : навч. посібник / Східноукр. нац. ун-т ім. В. Даля. – Луганськ: Вид-во СНУ ім. В.Даля, 2008. – 148 c. Співавт.: В. І. Киянко.
- История отечественного государства и права с древнейших времен до конца 18 ст. Учебное пособие. Луганск: Луганский национальный университет имени Владимира Даля. – 2019. – 82 с.
- Конституционное право (Общая и Особенная часть). – Луганск: Изд-во Луган. нац. ун-та им. В. Даля, 2017. – 504 с. Соавт.: А. И. Фомин, С. А. Жданов и др.
- Курс лекцій з дисципліни «Археологія України». – Луганськ: Вид-во Східноукр. нац. ун-ту ім. В. Даля, 2003. – 96 с.
- Курс лекцій з дисципліни «Методика польової археології». – Луганськ : Вид-во Східноукр. нац. ун-ту ім. В. Даля, 2006. – 99 с. Співавт.: Ю. А. Леоненко.

## Награды
1. Знак Отличия «Золотой Аист» – 2006 г.
2. Медаль «За заслуги перед Луганщиной. III ст.» – 2008 г.
3. Знак отличия Президента Украины – медаль «За труд и доблесть» – 2010 г.
4. Указом Главы ЛНР присвоено почетное звание «Заслуженный деятель науки и техники Луганской Народной Республики» – 2018 г.
5. Медаль "100 лет Луганскому национальному университету имени Владимира Даля" – 2020 г.
6. Знак «Почетный работник образования Луганской Народной Республики» – 2021 г.